# Fort Kochi
Fort Kochi ist ein Stadtteil von Kochi in Kerala (Indien) und wird zuweilen auch Old Kochi genannt. Der erste Teil des Namens bezieht sich auf das portugiesische Fort Emmanuel, das erste europäische Fort in Indien. Heute ist Fort Kochi, dank seiner Architektur und seiner begünstigten Lage auf einer Halbinsel, ein beliebtes Ziel für Touristen sowie für europäische Auswanderer; verwirrenderweise wird die Halbinsel, auf der auch der benachbarte Stadtteil Mattancherry liegt, oft auch gesamt als Fort Kochi bezeichnet. Fort Kochi war die erste offizielle Stadtgemeinde Indiens.

## Geschichte

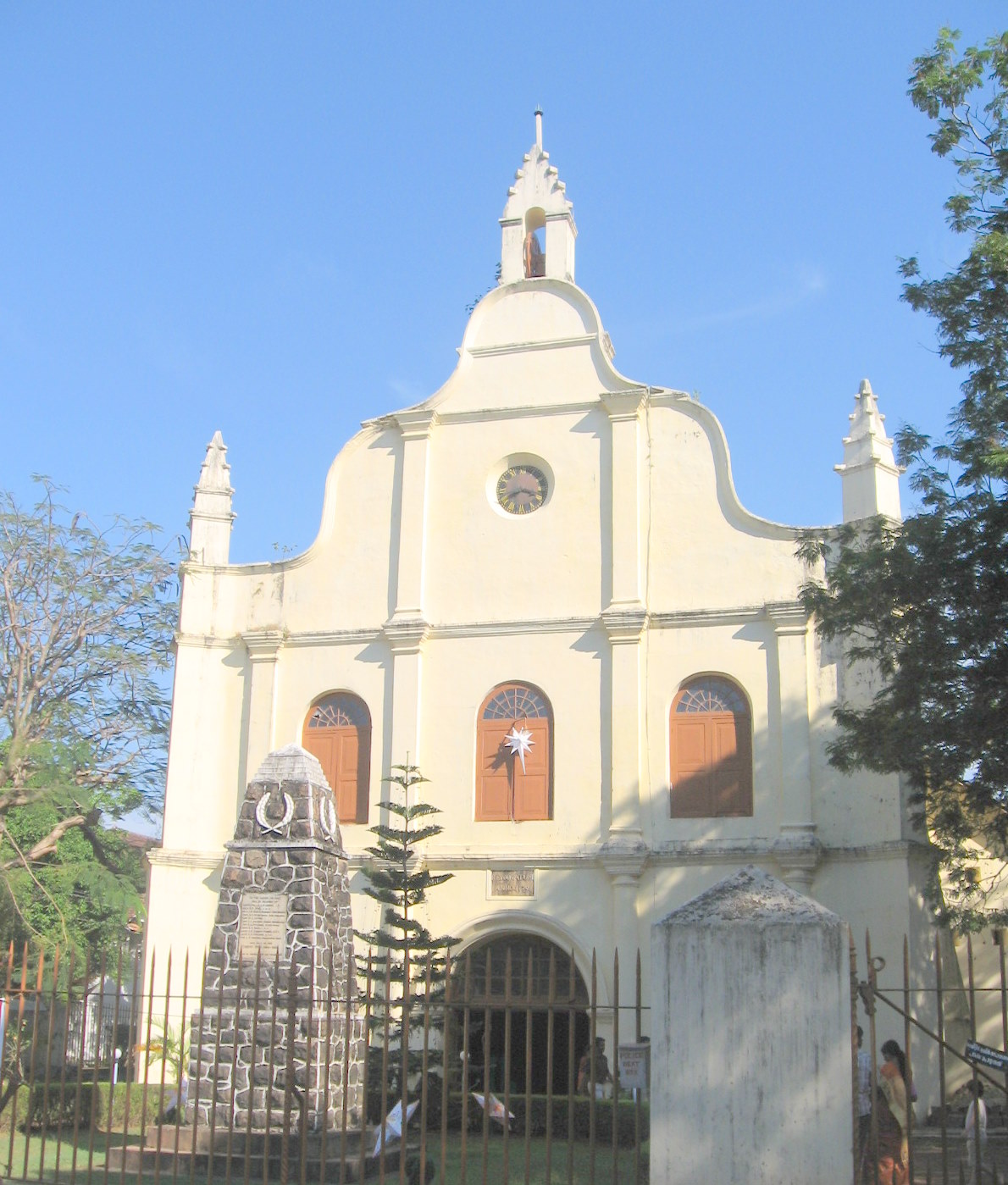
Franziskanerkirche; hier war einst Vasco da Gama begraben

Das Gelände des heute Fort Kochi genannten Stadtteils wurde 1503 vom Raja von Kochi den Portugiesen übertragen, nachdem die Streitkräfte des Afonso de Albuquerque ihn im Kampf gegen den Saamoothiri von Kozhikode unterstützt hatten. Weiter erhielten die Portugiesen das Recht, das Fort Emmanuel an der Küste zu errichten. Die portugiesische Siedlung befand sich, zusammen mit der heute noch bestehenden Franziskanerkirche, hinter dem Fort. 1663 nahmen die Holländer das Fort ein und übernahmen de facto die Kontrolle über die Region; an der Eroberung war auch der holländische Kapitän und spätere Gouverneur Kochis Hendrik Adriaan van Rheede tot Draakenstein beteiligt, der besonders wegen seiner Beteiligung an dem Werk Hortus Malabaricus bekannt ist, in dem er und seine Mitarbeiter die Flora der Malabarküste beschreiben. 1795 wurden die Holländer von den Briten vertrieben, die bis zur indischen Unabhängigkeit 1947 in Fort Kochi herrschten.
Fort Kochi selbst wurde 1866 zu einer eigenständigen Stadt erklärt; 1967 fusionierte Fort Kochi mit seinen Nachbargemeinden Mattancherry und Ernakulam in die neue Stadtgemeinde Kochi.
In Fort Kochi finden sich noch immer zahlreiche Häuser aus der portugiesischen, holländischen und britischen Kolonialzeit, besonders entlang der touristisch erschlossenen Princess Street, die den Ort für europäische Besucher anziehend machen. Beliebt sind zudem die chinesischen Fischernetze, die hier von chinesischen Händlern im 14. Jahrhundert eingeführt wurden.
Die Region war über ihre gesamte Geschichte hinweg ein wichtiger Handelsplatz für Gewürze.

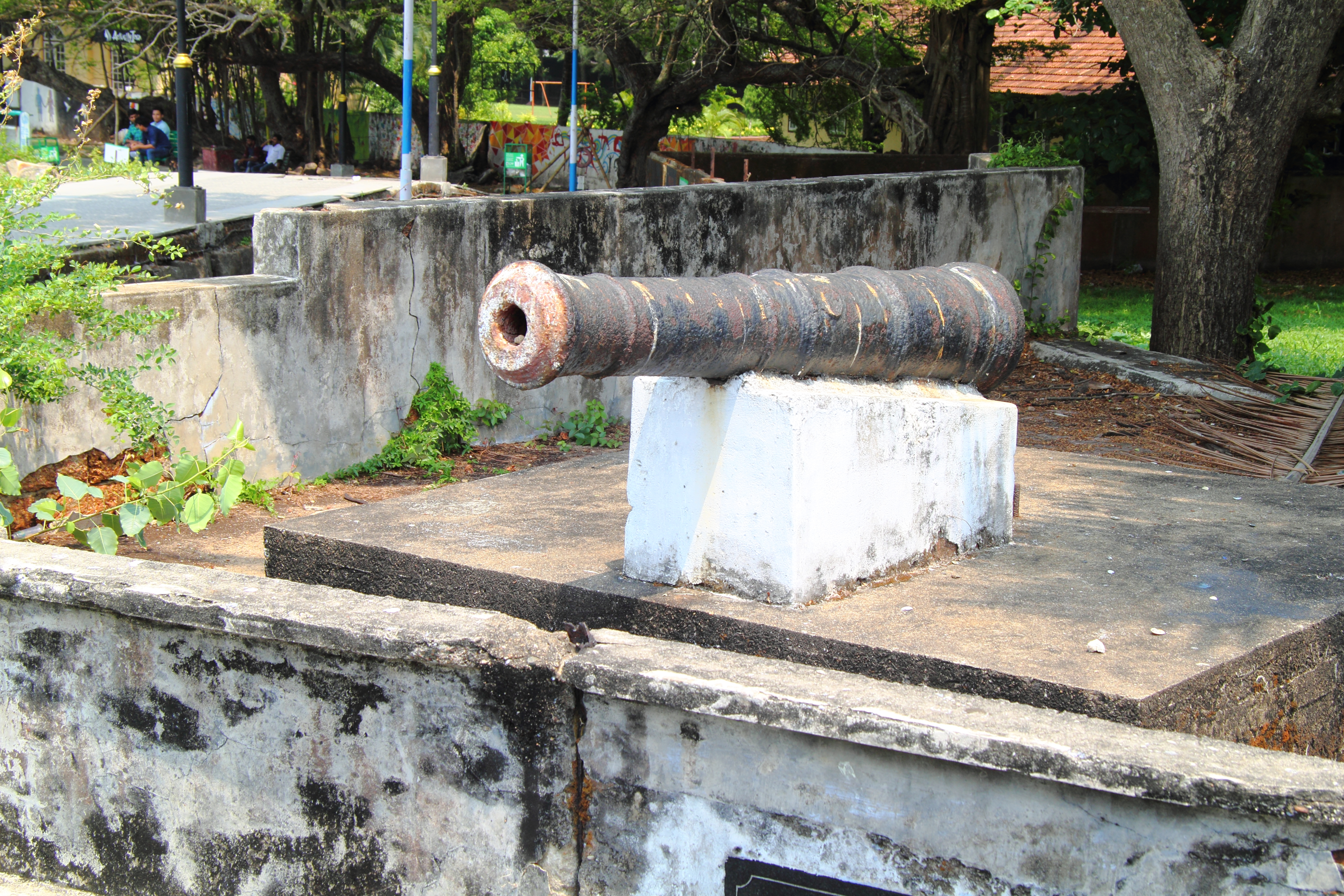
Fort Kochi: Überreste der alten Festungsanlagen von Fort Emanuel
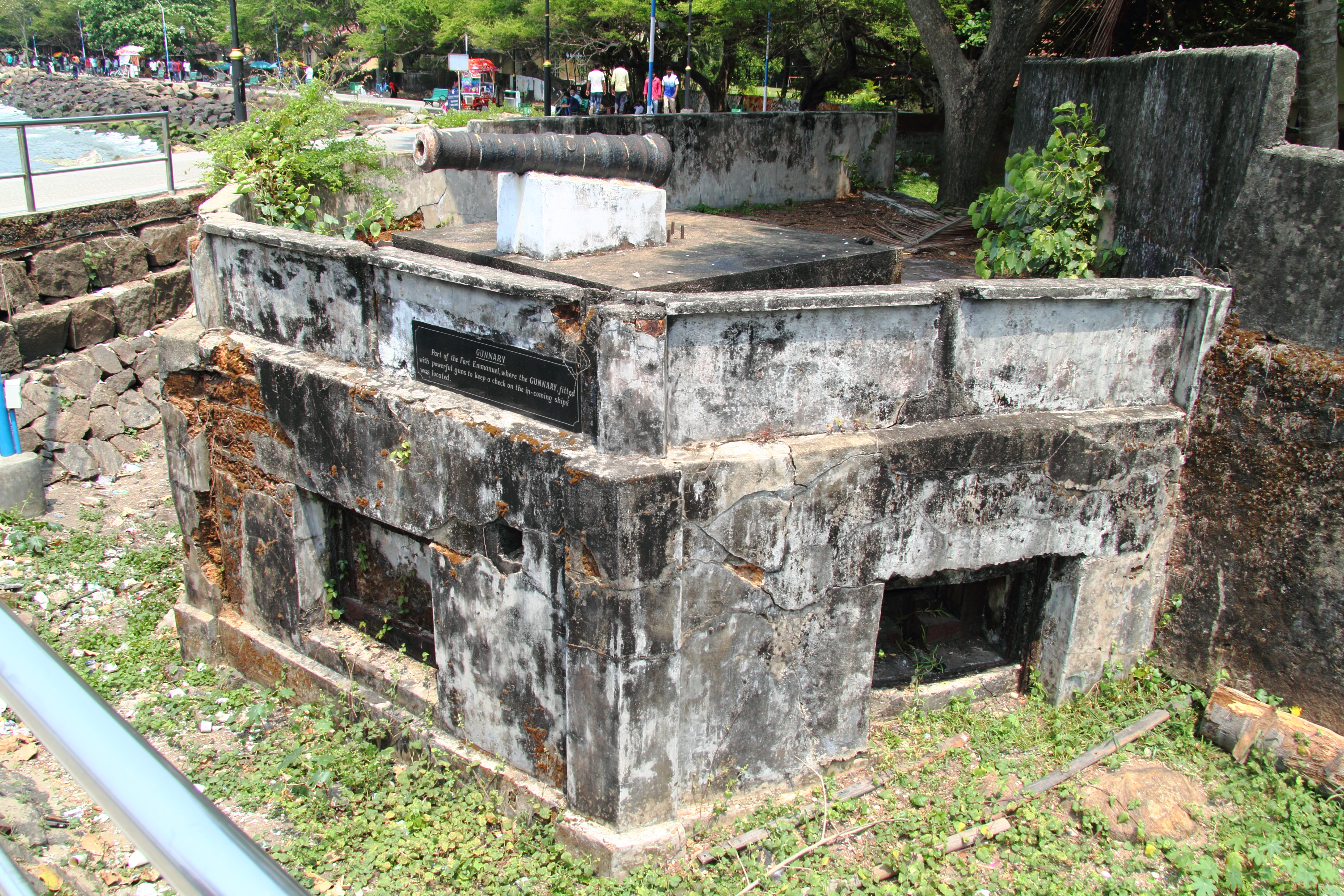

## Touristenattraktionen
- Indo-portugiesisches Museum
- Chinesische Fischernetze
- Holländischer Friedhof

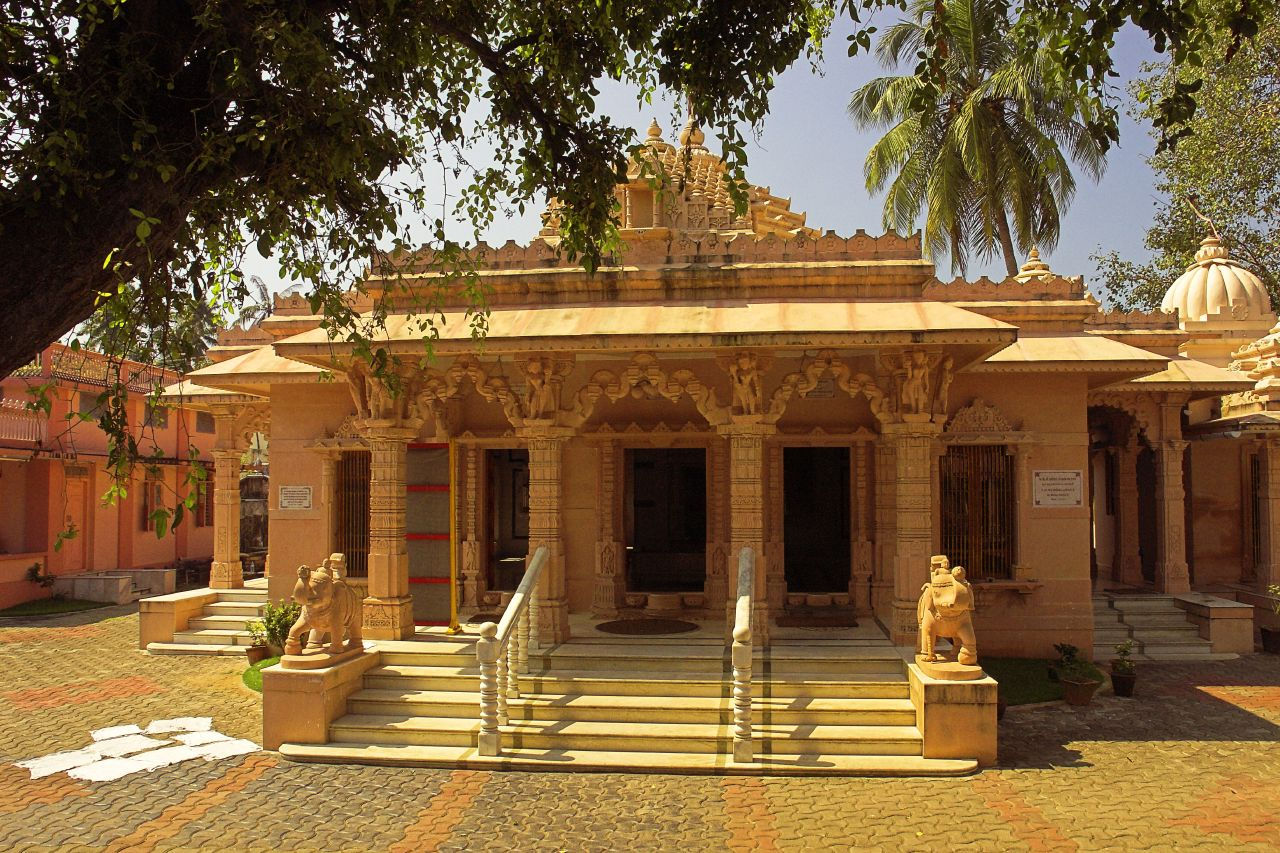
Jain-Tempel in Fort Kochi

- Southern Naval Command Maritime Museum
- Cochin Thirumala Devaswom Temple
- Fort-Kochi-Strand
- Sree Gopalakrishna Devaswom Temple (einziger Daivajna Brahmin-Temple in Kerala)
- Franziskanerkirche
- Ruinen des Fort Emmanuel
- Synagoge (im benachbarten Mattancherry)
- Mattancherry Palace (im benachbarten Mattancherry)
- Jain-Tempel